# سيلفيو بيدرو
سيلفيو بيدرو هو لاعب كرة قدم كوبي في مركز الدفاع، ولد في 23 ديسمبر 1976 في كوبا. شارك مع منتخب كوبا لكرة القدم. أما مع النوادي، فقد لعب مع Villa Clara (football club) ‏.

## وصلات خارجية
- سيلفيو بيدرو على موقع قاعدة بيانات كرة القدم.إي يو (الإنجليزية)
- سيلفيو بيدرو على موقع قاعدة بيانات كرة القدم.إي يو (الإنجليزية)
- سيلفيو بيدرو على موقع ناشيونال فوتبول تيمز (الإنجليزية)